# Бульбинелла
Бульбинелла (лат. Bulbinella) — род многолетних травянистых растений семейства Ксанторреевые (Xanthorrhoeaceae).

## Ботаническое описание
Многолетние корневищные растения. Корни клубневидные. Листья голые, мечевидные.
Цветки белые или жёлтые, в основании сросшиеся в трубку, собраны в кисти.
Плод — округлая трёхгнёздная коробочка, в каждом гнезде по 3 семени. Семена округлые, бурые или черные.

## Таксономия
- Bulbinella angustifolia (Cockayne & Laing) L.B.Moore
- Bulbinella barkerae P.L.Perry
- Bulbinella calcicola J.C.Manning & Goldblatt
- Bulbinella cauda-felis (L.f.) T.Durand & Schinz
- Bulbinella chartacea P.L.Perry
- Bulbinella ciliolata Kunth
- Bulbinella divaginata P.L.Perry
- Bulbinella eburniflora P.L.Perry
- Bulbinella elata P.L.Perry
- Bulbinella elegans Schltr. ex P.L.Perry
- Bulbinella floribunda (Aiton) T.Durand & Schinz
- Bulbinella gibbsii Cockayne
- Bulbinella gracilis Kunth
- Bulbinella graminifolia P.L.Perry
- Bulbinella hookeri (Colenso ex Hook.) Cheeseman — Бульбинелла Хукера
- Bulbinella latifolia Kunth — Бульбинелла широколистная
- Bulbinella modesta L.B.Moore
- Bulbinella nana P.L.Perry
- Bulbinella nutans (Thunb.) T.Durand & Schinz
- Bulbinella potbergensis P.L.Perry
- Bulbinella punctulata Zahlbr.
- Bulbinella rossii (Hook.f.) Cheeseman
- Bulbinella talbotii L.B.Moore
- Bulbinella trinervis (Baker) P.L.Perry
- Bulbinella triquetra (L.f.) Kunthtypus